# 江別ラジオ放送所
江別ラジオ放送所（えべつラジオほうそうじょ）は、北海道江別市にてNHK札幌放送局、北海道放送（HBCラジオ）、STVラジオ（建物の施設管理は親会社の札幌テレビ放送）がそれぞれ個別に設けている、AMラジオ放送の基幹送信所の名称または通称である。

## 概要
- NHKは1978年のAMラジオの周波数一斉変更を期に現所在地に移転。それ以前は豊平町月寒や、1957年からは江別市元野幌（現・大麻北町）の元野幌送信所を使用[1]。現在地への移転後江別市が元野幌の旧送信所一帯の土地を取得し送信所建屋は江別市郷土資料館文化財整理室、周辺敷地は「はやぶさ運動広場」として少年野球場・テニスコート・ゲートボール場を整備したが老朽化に伴い2022年に文化財整理室は旧角山小学校校舎、少年野球場は都市と農村の交流センターえみくるに移転し6,354坪の敷地を民間に売却の後ドーム屋根が特徴的な建屋は2023年に解体[2]。
  - NHKラジオ第2放送は、秋田・東京・熊本の各局と並んで500kWの大出力局となっている。
- 北海道放送（HBCラジオ）は、2010年2月28日まで、STVラジオは2010年3月28日までAMステレオ放送を行っていた。AMステレオ放送を実施していたのは本局のみで、ほかの道内中継局は全てモノラル送信。
- 深川市以北の北空知は旭川放送局の管轄。
- HBC・STVは札幌・旭川・函館・室蘭・帯広・北見・釧路の各エリアごとで異なる内容の番組及びスポットCMを流す時間帯が設定されている。
  - HBCは札幌とradiko・radikoプレミアムで札幌親局の内容を、旭川・名寄・留萌・遠別・稚内・網走・北見・遠軽の8局で旭川放送局の内容を、函館・江差・北檜山・室蘭・苫小牧の5局で函館放送局の内容を、帯広・釧路・根室の3局で帯広放送局の内容を放送している。
  - STVは札幌・室蘭・苫小牧の3局とradiko・radikoプレミアムで札幌親局の内容を、旭川・名寄・留萌・遠別・稚内の5局で旭川放送局の内容を、函館・江差・北檜山の3局で函館放送局の内容を、帯広のみで帯広放送局の内容を、網走・北見・遠軽の3局で北見放送局の内容を、釧路・根室の2局で釧路放送局の内容を放送している。

## 所在地
- NHK札幌放送局：北海道江別市江別太563･579
- 北海道放送（HBCラジオ）：北海道江別市篠津846-1
- STVラジオ：北海道江別市角山264
  - 室蘭・苫小牧両局も当局と同一周波数（1440kHz）で放送しており、道内ローカル枠では札幌親局の内容を放送。

## 送信設備
| 周波数 （kHz） | 放送局名                    | 呼出符号 | 空中線電力 （減力放送時の出力） | 放送対象地域                   | 放送区域 内世帯数 |
| -------------- | --------------------------- | -------- | ------------------------------- | ------------------------------ | ----------------- |
| 567            | NHK札幌 第1                 | JOIK     | 100kW （10kW）                  | 石狩・空知（滝川市以南）・後志 | 約-世帯           |
| 747            | NHK第2                      | JOIB     | 500kW （250kW）                 | 全国                           | 約-世帯           |
| 1287           | HBC北海道放送 （HBCラジオ） | JOHR     | 50kW                            | 北海道                         | 約-世帯           |
| 1440           | STVラジオ                   | JOWF     | 50kW                            | 北海道                         | 約-世帯           |

NHK第2の設備にはNHK第1を電波を送信できる「R1化」機能が備わっている。出力は90kW。

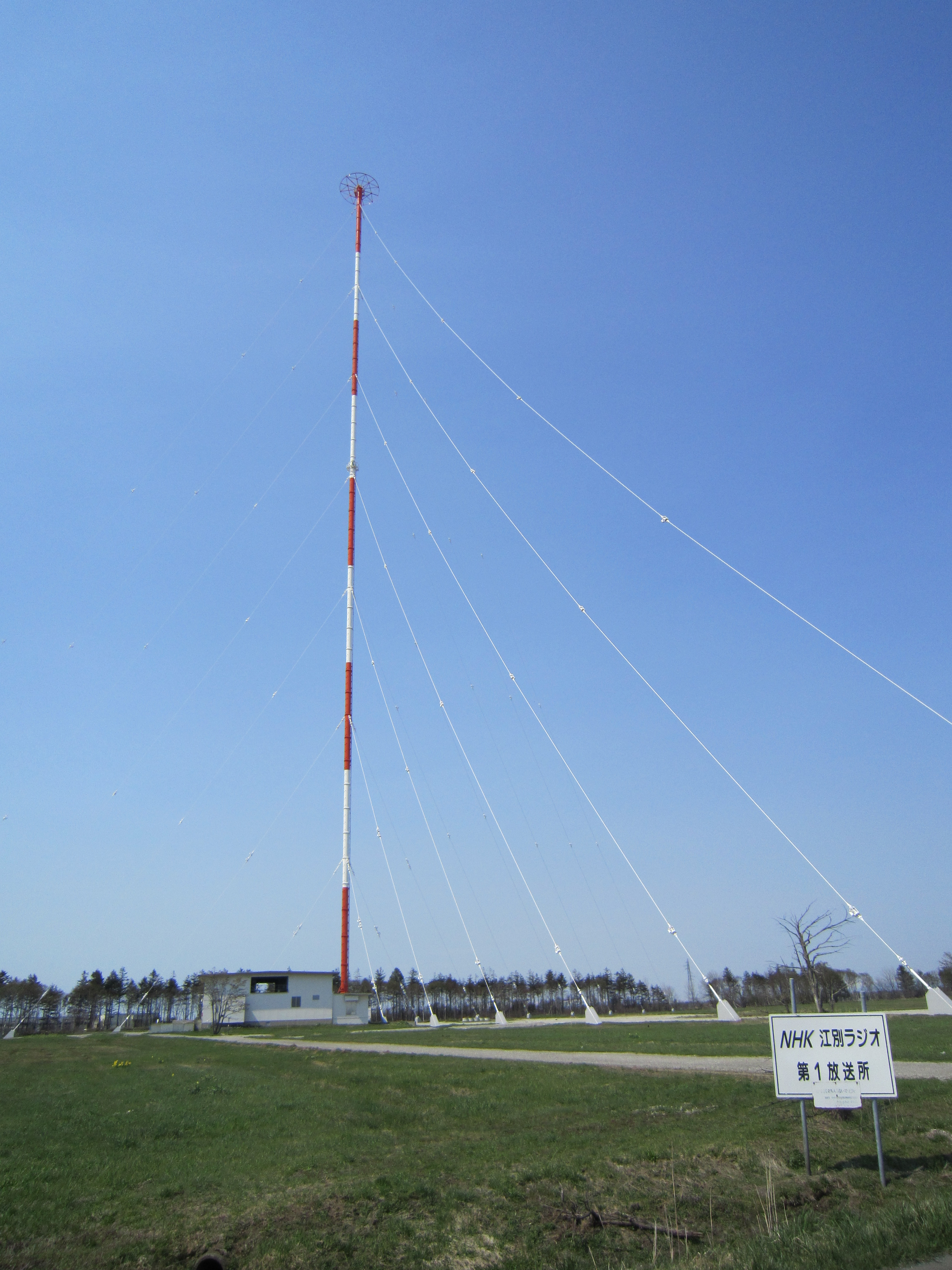
NHK江別ラジオ第1放送所
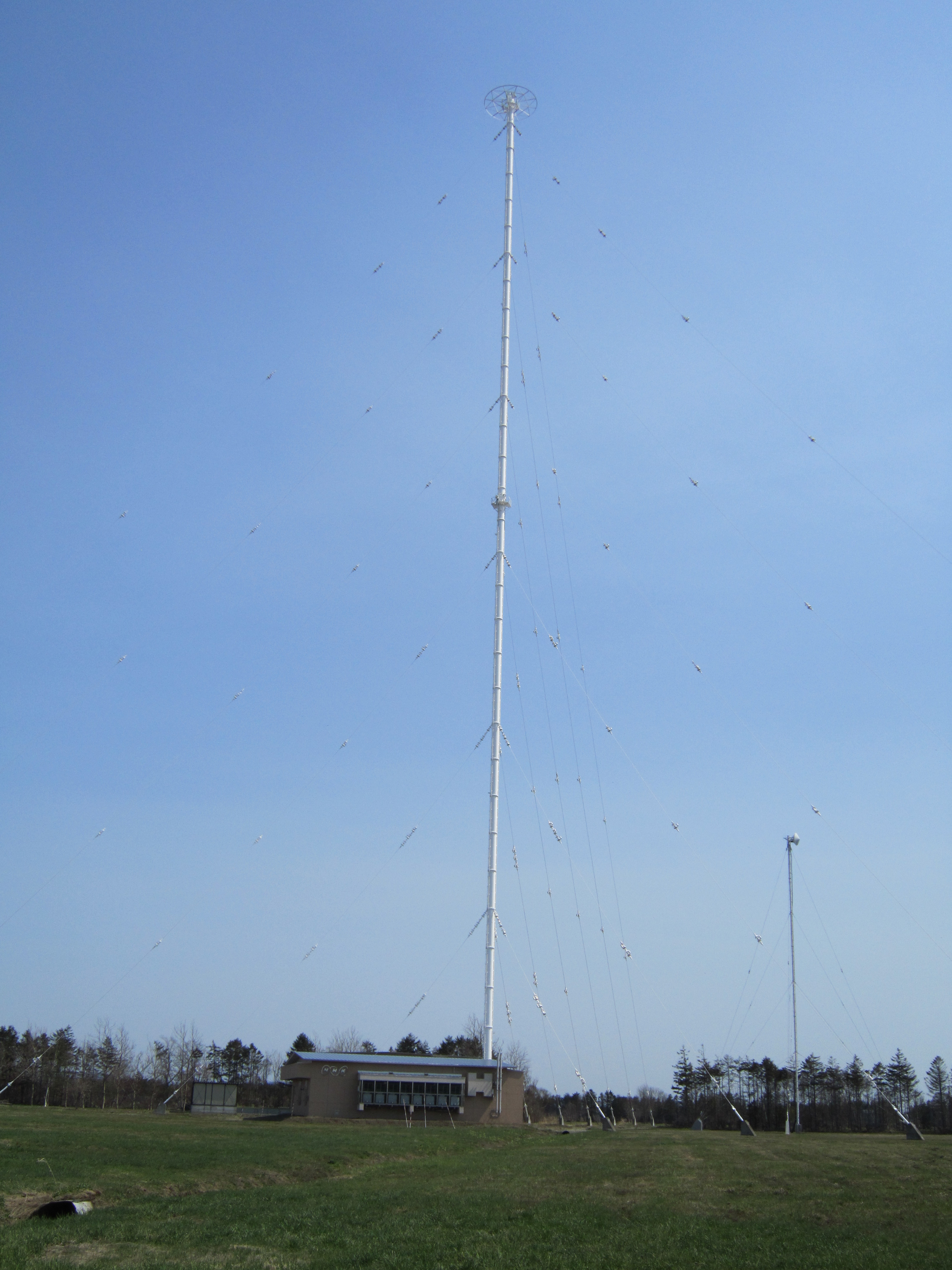
NHK江別ラジオ第2放送所
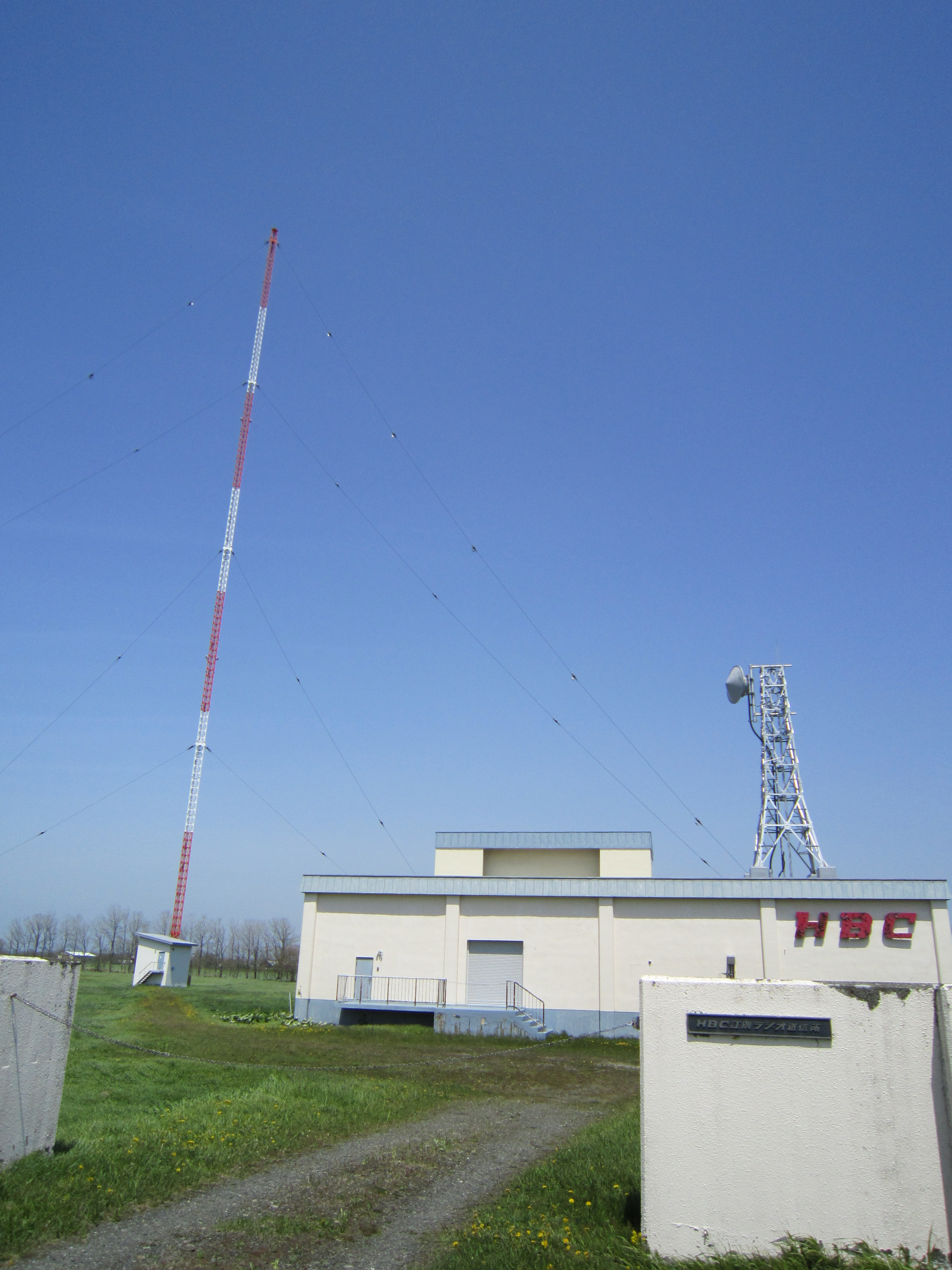
HBC江別ラジオ送信所
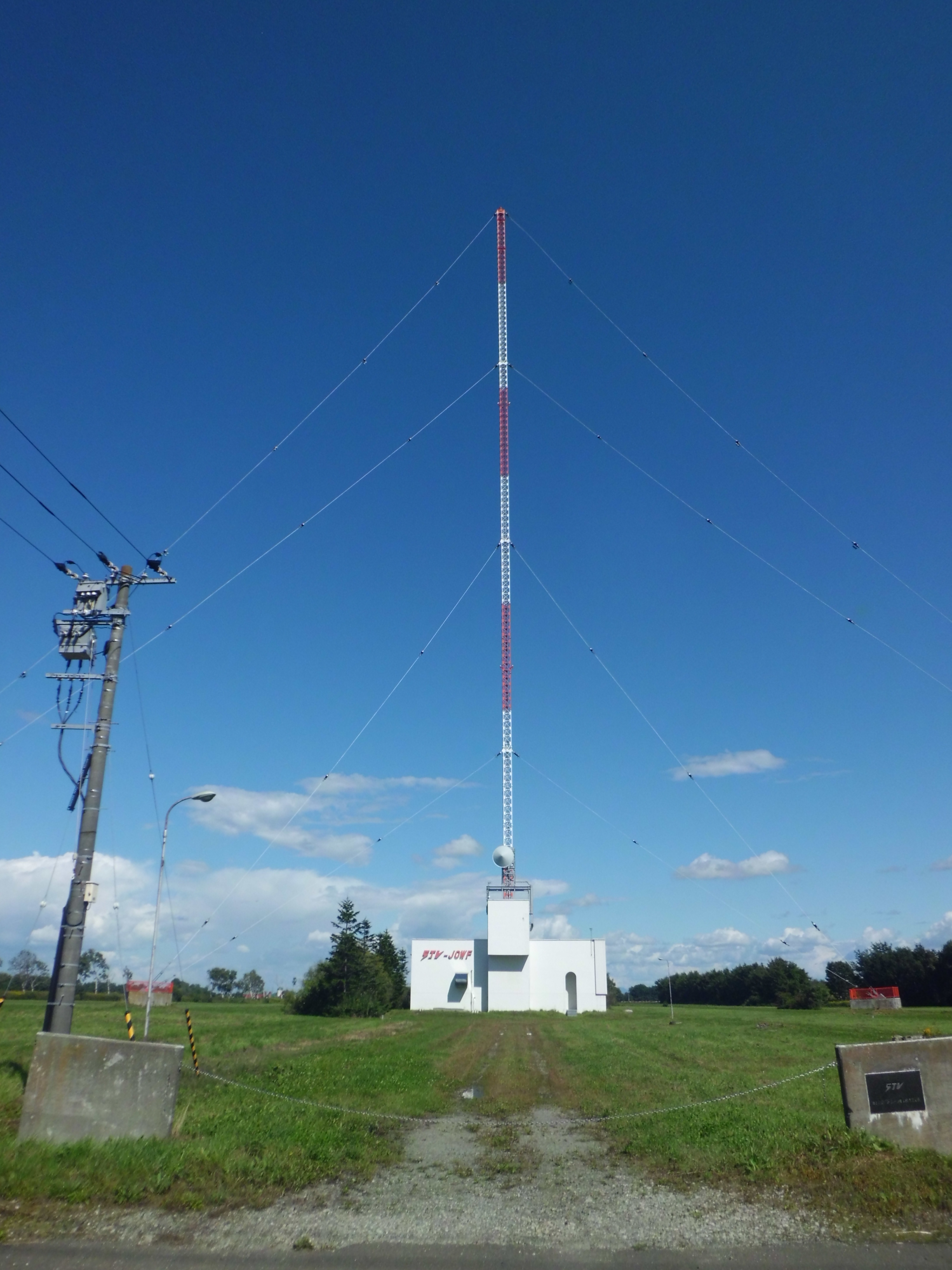
STVラジオ江別放送所

## 放送エリア
- NHK札幌放送局：原則としてラジオ第1放送は、北海道西部地区。ラジオ第2放送は、北海道全域。
- 北海道放送（HBCラジオ）：札幌市や小樽市、岩見沢市を中心とした道央圏の全域、函館市を中心とした道南圏および旭川市を中心とした道北圏の一部。
- STVラジオ：道央圏・道北圏の一部。